# (73317) 2002 JQ83
(73317) 2002 JQ83 – planetoida z pasa głównego asteroid okrążająca Słońce w ciągu 4,04 lat w średniej odległości 2,54 j.a. Odkryta 11 maja 2002 roku.